# 细叶千斤拔
细叶千斤拔（学名：Flemingia lineata），又名線葉佛來明豆，为豆科千斤拔属下的一个种。直立小灌木，多分枝。分布于中国云南、台湾南部。
其种加词“lineata”意为“线条状的”。